# 道路情報板

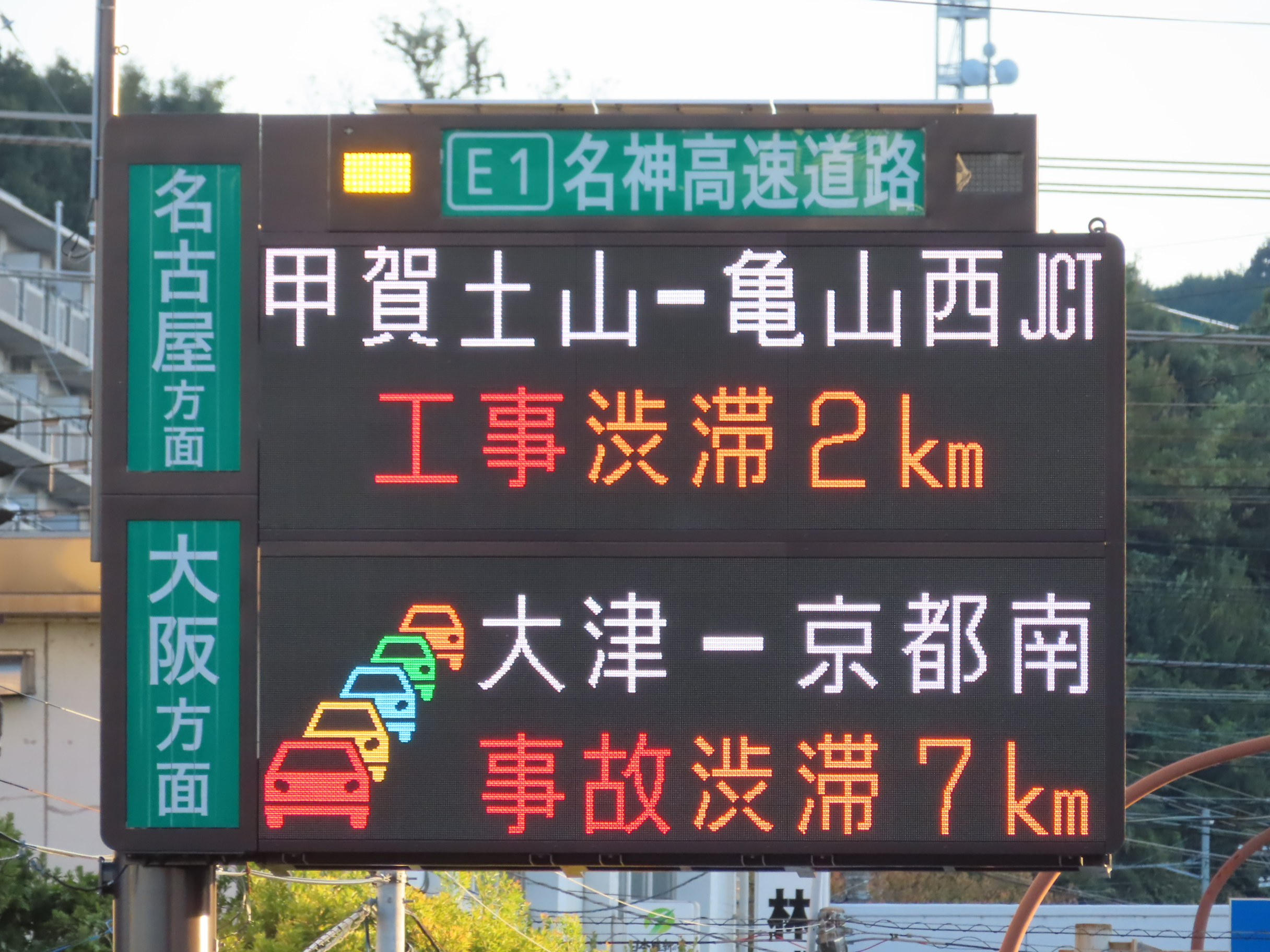
高速道路の交通情報を提供する道路情報板（滋賀県大津市）

道路情報板（どうろじょうほうばん）は、道路における情報（渋滞・交通事故・気象など）を提供する目的で設置される可変式の表示板。
呼び方は「道路情報板」以外に情報板、道路情報掲示板、道路情報表示装置などがある。

## 概要
交通渋滞、交通事故、工事、交通規制、所要時間などの交通情報をリアルタイムに道路利用者に提供する装置の1つであり、路側あるいは道路上空で文字・イラスト・地図などにより情報を提供する。
道路上の情報提供の手段には、通行止めや渋滞などの文字情報を提供する文字情報板、道路網の模式図上に交通状況を表示する図形情報板、主要地点（出口や本線分岐点）までの所要時間を表示する所要時間表示板などがあるが、情報提供のレベルは各国で異なる。
道路情報板は走行中のすべての道路利用者に対して道路利用者の操作いらずで情報を提供できるメリットがある一方で、個人の好みの情報を選択できず優先的な事象1つか2つしか提供されないというデメリットがある。また、表示できる文字数に上限があるため詳細な情報提供はできず、設置場所が固定されているため設置場所以外では情報提供できないという特徴がある。

## 日本の道路情報板

### 高速道路の情報板
NEXCO各社（旧：日本道路公団）が管理する道路での道路情報板は以下の種類が存在する（電光掲示板）。

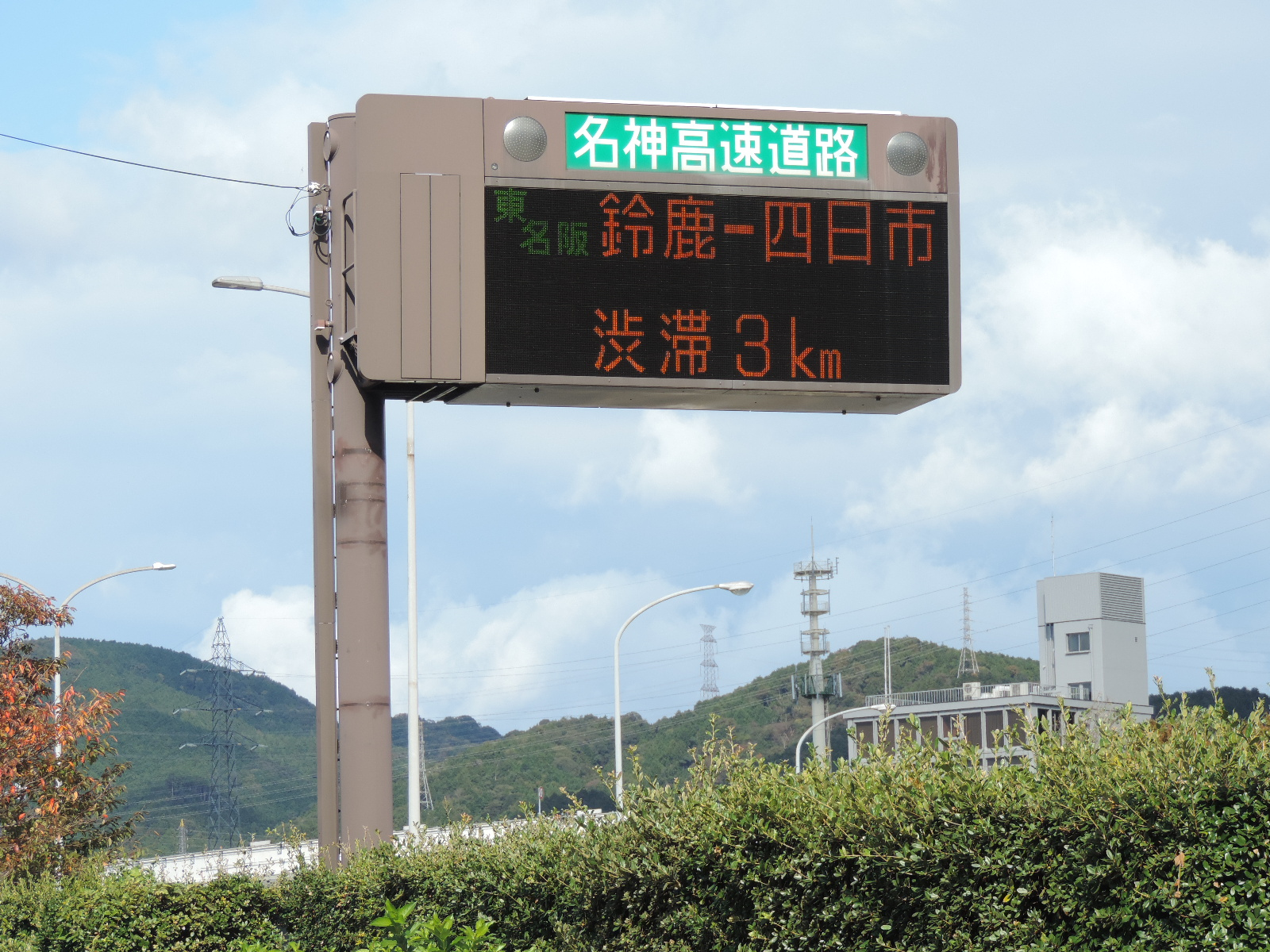
A型情報板（インター流出部情報板）
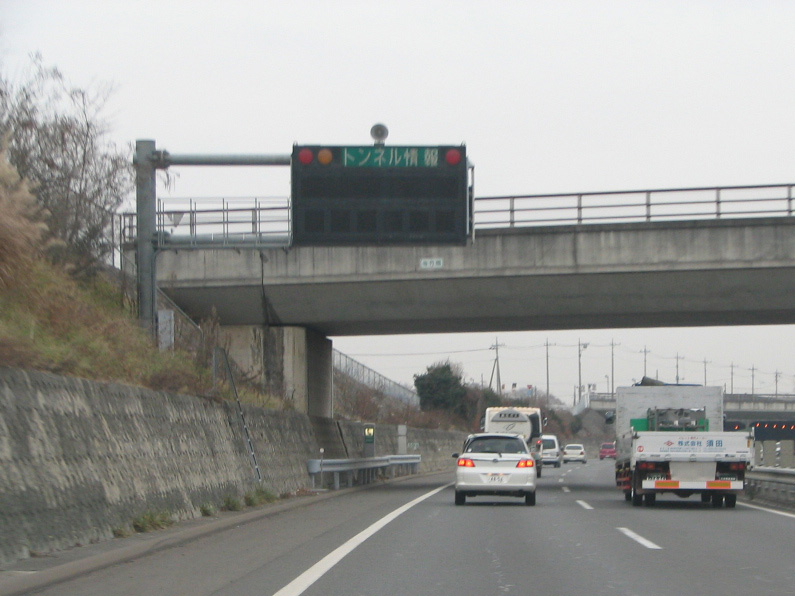
B型情報板（インター入口情報板）
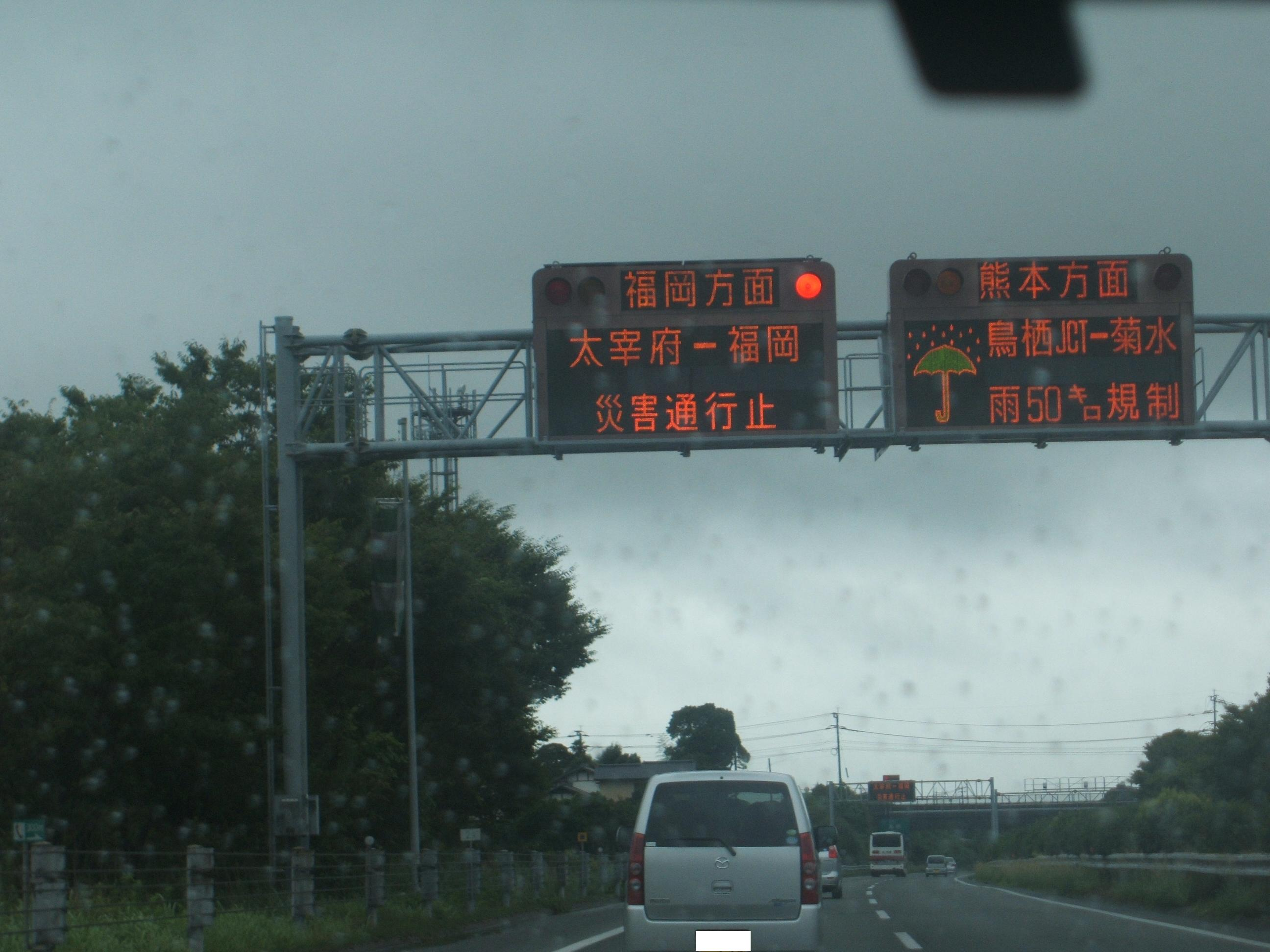
C型情報板（料金所情報板）
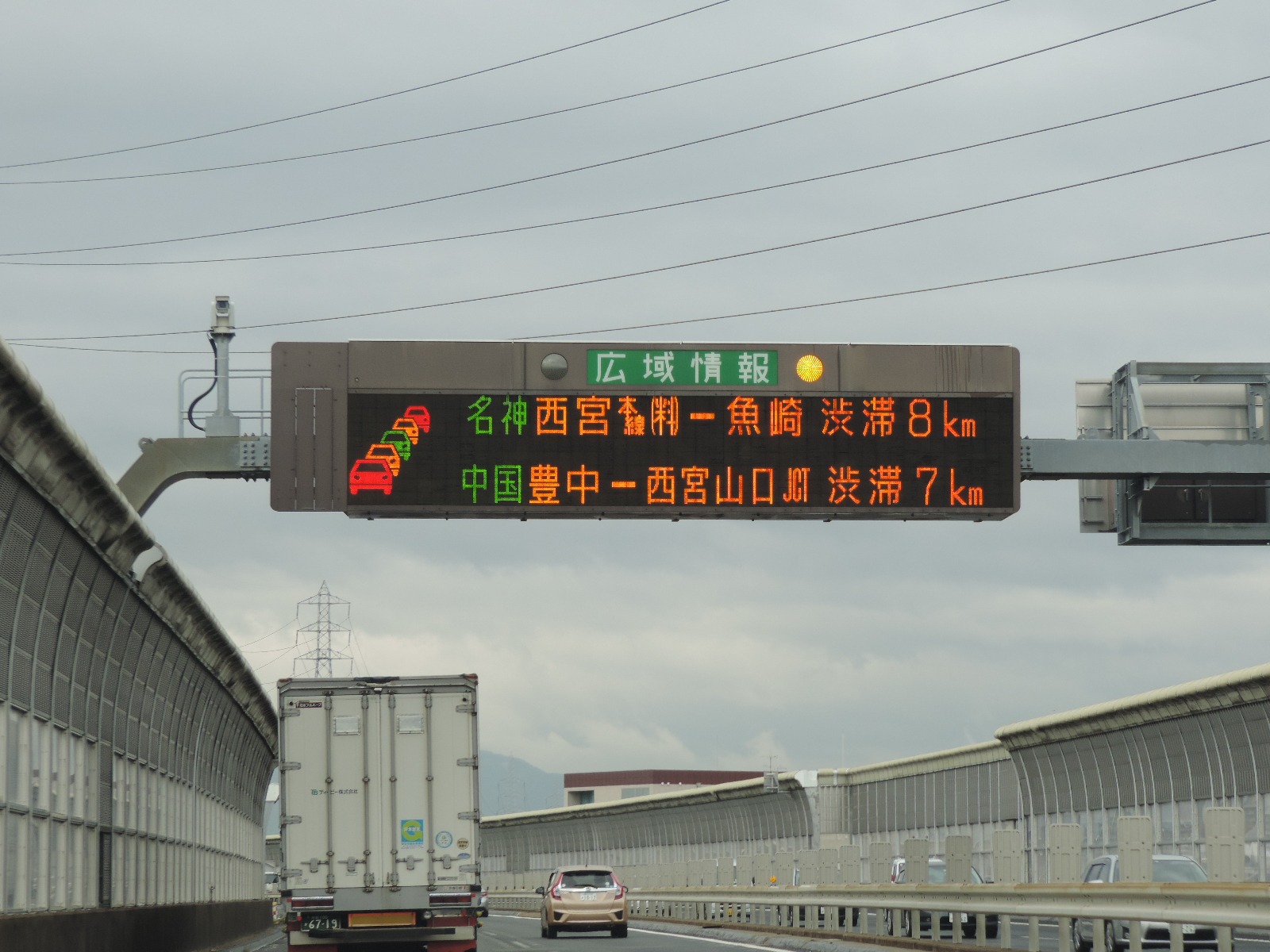
D型情報板（トンネル入口情報板）
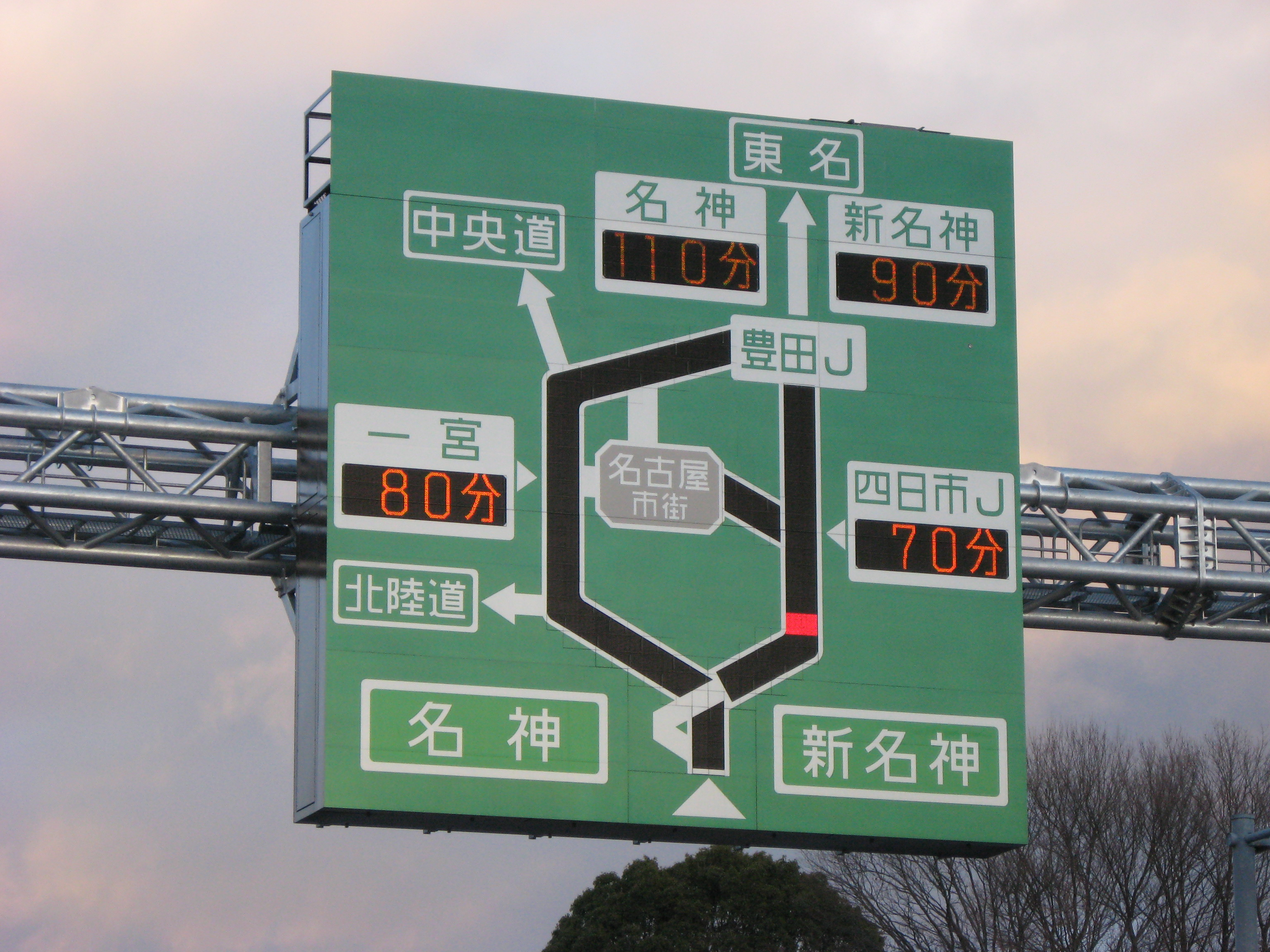
E型情報板（トンネル内情報板）
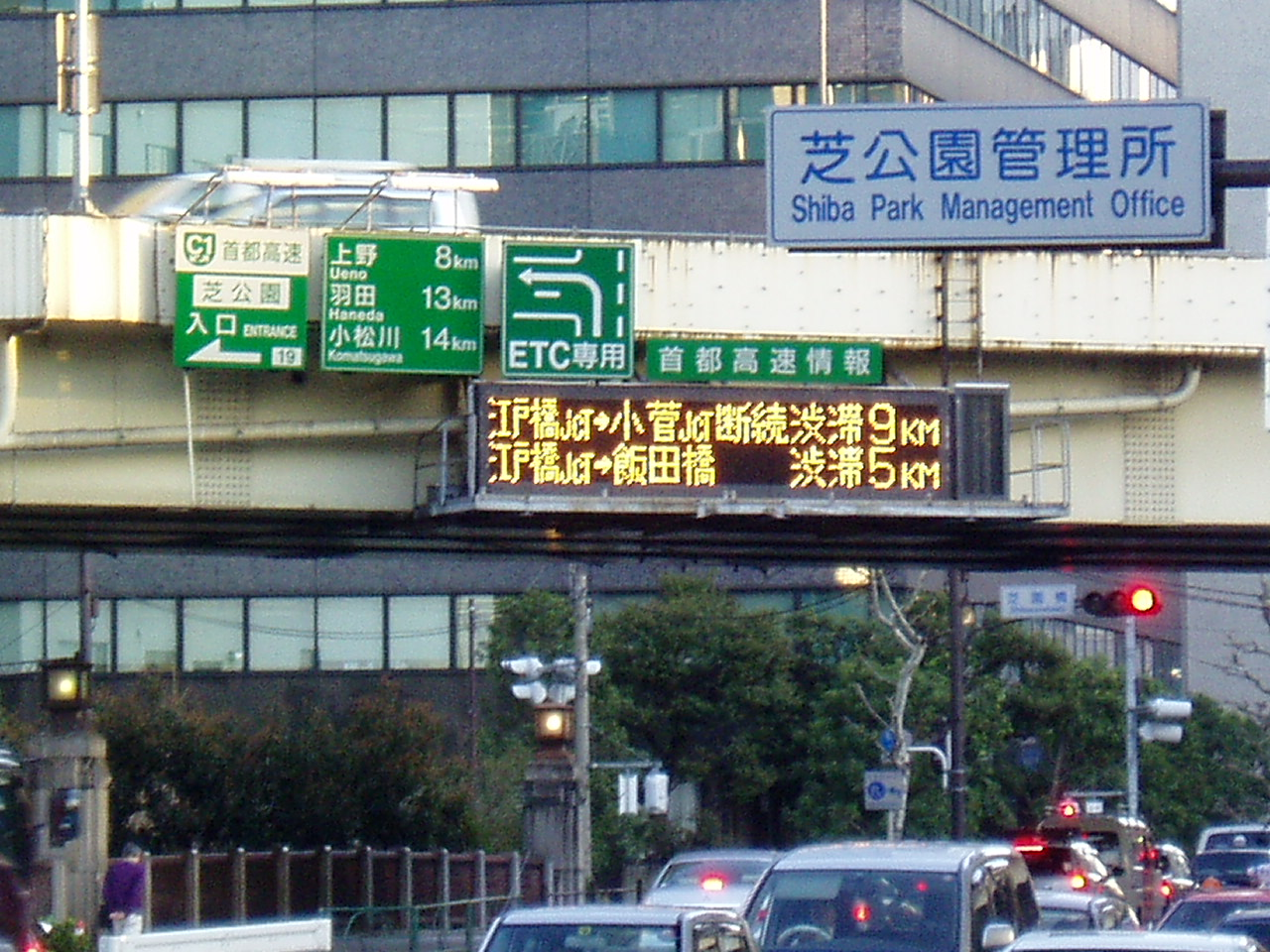
首都高速入口に設置されている道路情報板。

- F型情報板（中間地点情報板）
- J型情報板（ジャンクション情報板）
- K型情報板（広域情報板）

上記のほか、必要に応じて休憩施設混雑表示板や所要時間情報板、図形情報板なども設置される。渋滞多発区間では速度低下による渋滞を抑制するためサグ部での速度回復を促す情報や追突注意の啓発を行う渋滞予告板が設置されることがある。また、都市高速道路でも独自の様式で情報板が設置される。高速で走行するドライバーへの視認性を確保するため150 m手前からでも確認できるように文字高さは450 mmとしている。
- B型情報板（インター入口情報板）
- D型情報板（トンネル入口情報板）
- J型情報板（ジャンクション情報板）
- K型情報板（広域情報板）
- 図形情報板
- 首都高速入口に設置されている道路情報板。

### 一般道路の情報板

#### 道路管理者
一般道路で道路管理者が設置する道路情報板の仕様は「道路情報表示装置」として仕様が定められている。
1986年（昭和61年）にLED道路情報板（電光掲示板）が開発されてからLEDを用いたものが主流である。3色表示可能なタイプは「NHL形」、15色表示可能なタイプは「HLM形」として仕様が定められている。以下、NHL形・HLM形共通の表示部の寸法を示す。
|                     | 1形                  | 2形                 | 3形                 | 4形                  | 5形                  | 6形                  | 7形                 |
| ------------------- | -------------------- | ------------------- | ------------------- | -------------------- | -------------------- | -------------------- | ------------------- |
| 表示部寸法（縦×横） | 2080×1920            | 2880×1920           | 4320×1440           | 6720×960             | 6720×1440            | 6720×480             | 3360×960            |
| 表示可能文字数      | 16文字               | 24文字              | 27文字              | 28文字               | 42文字               | 14文字               | 14文字              |
| 標準文字数          | 4文字４段 （16文字） | 6文字4段 （24文字） | 9文字3段 （27文字） | 14文字2段 （28文字） | 14文字3段 （42文字） | 14文字1段 （14文字） | 7文字2段 （14文字） |

それ以前は建設省によって定められた1972年（昭和47年）9月27日の通達に基づいて以下の3種類のものが設置されていた。
- 道路情報表示装置A型：原則としてオーバーヘッド形式であるもの。
- 道路情報表示装置B型：原則として路側に設置し、表示幕により表示するもの。
- 道路情報表示装置C型：原則として路側に設置し、表示板により表示するもの。

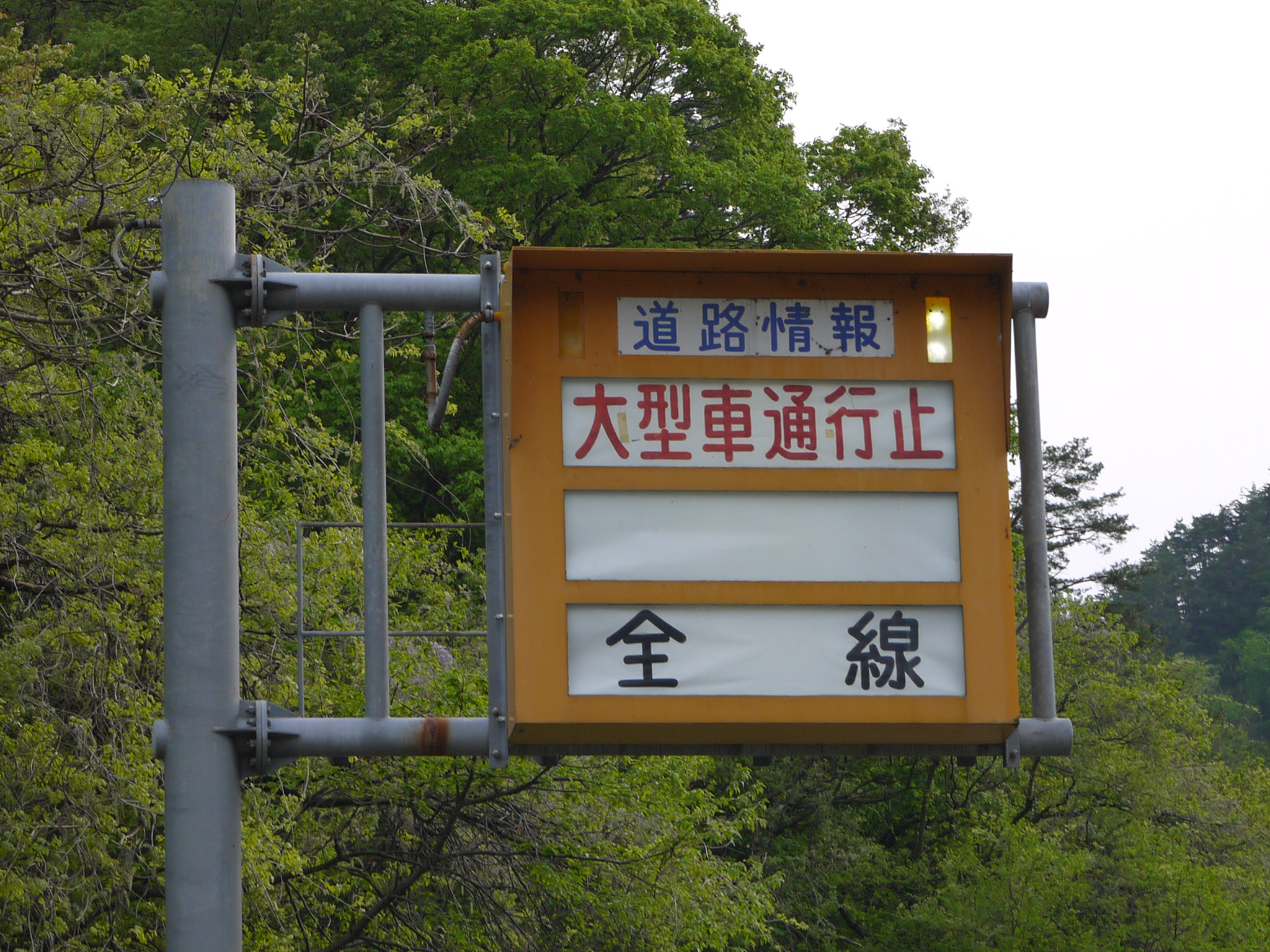
道路情報表示装置B型
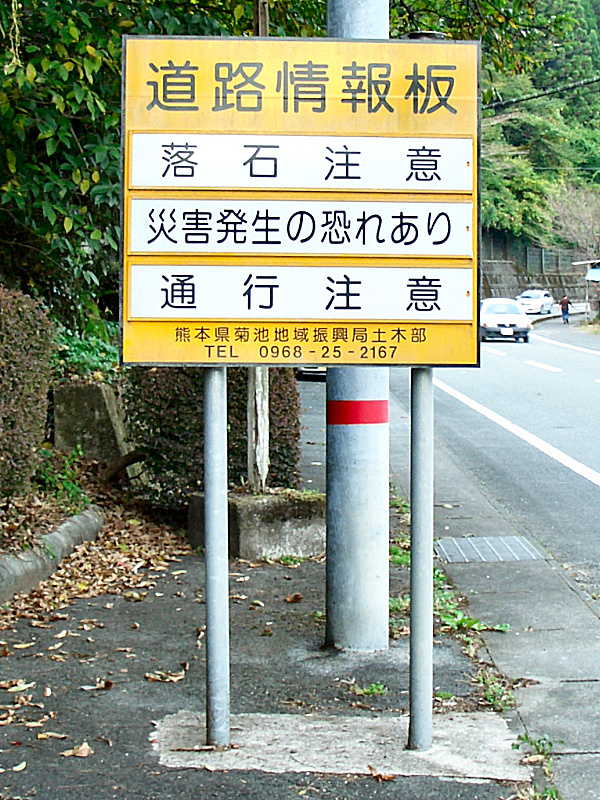
道路情報表示装置C型
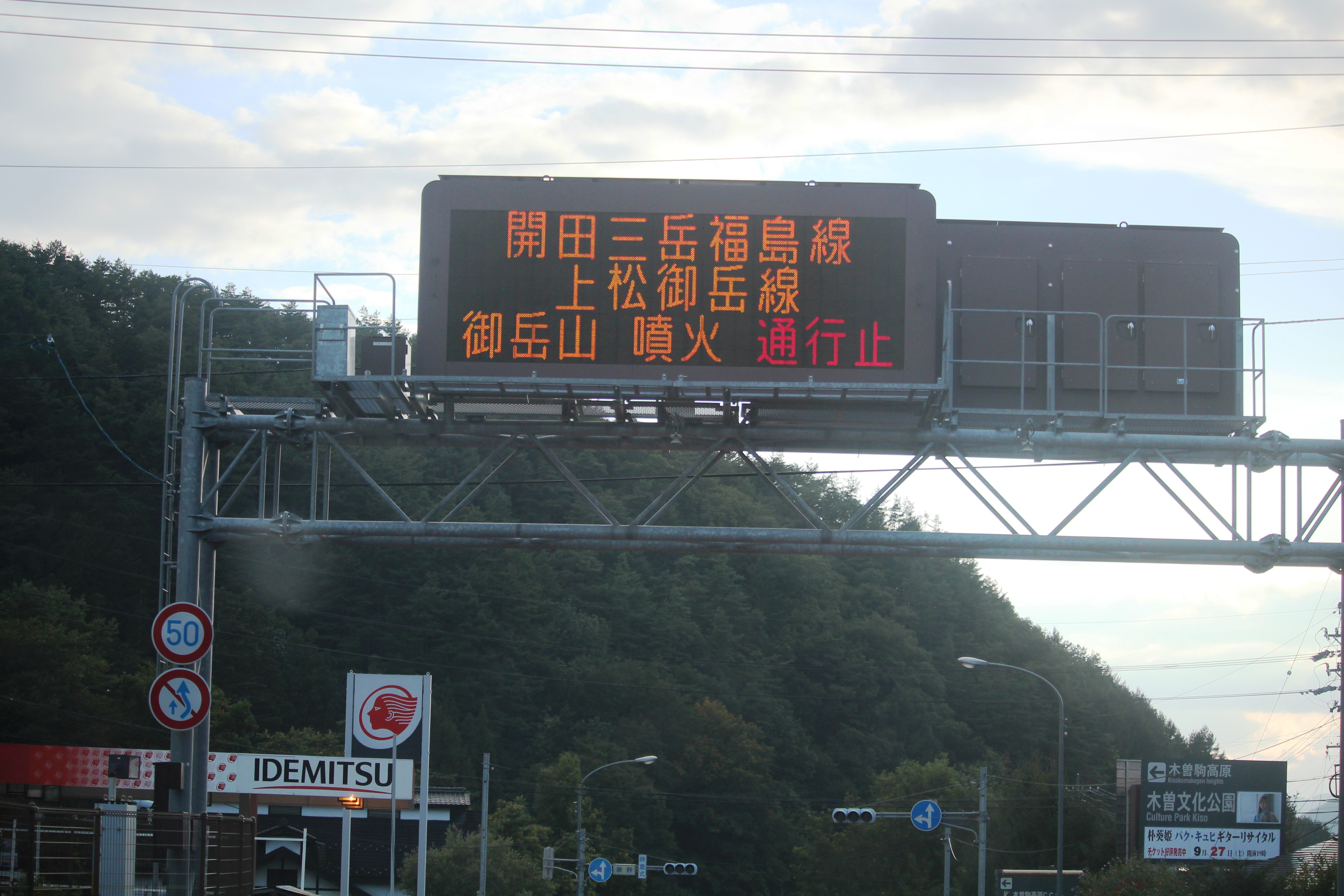
NHL形
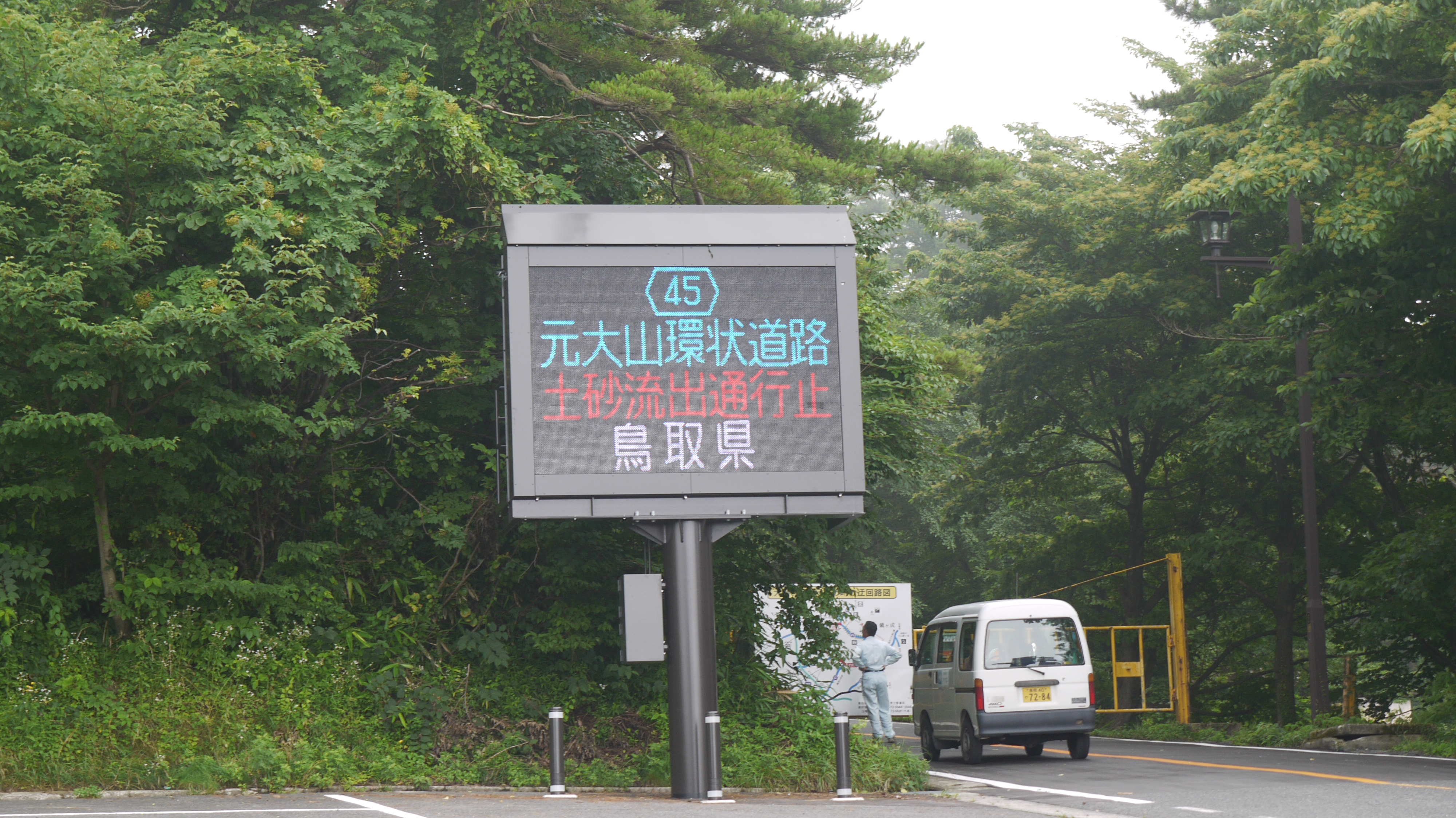
HLM形
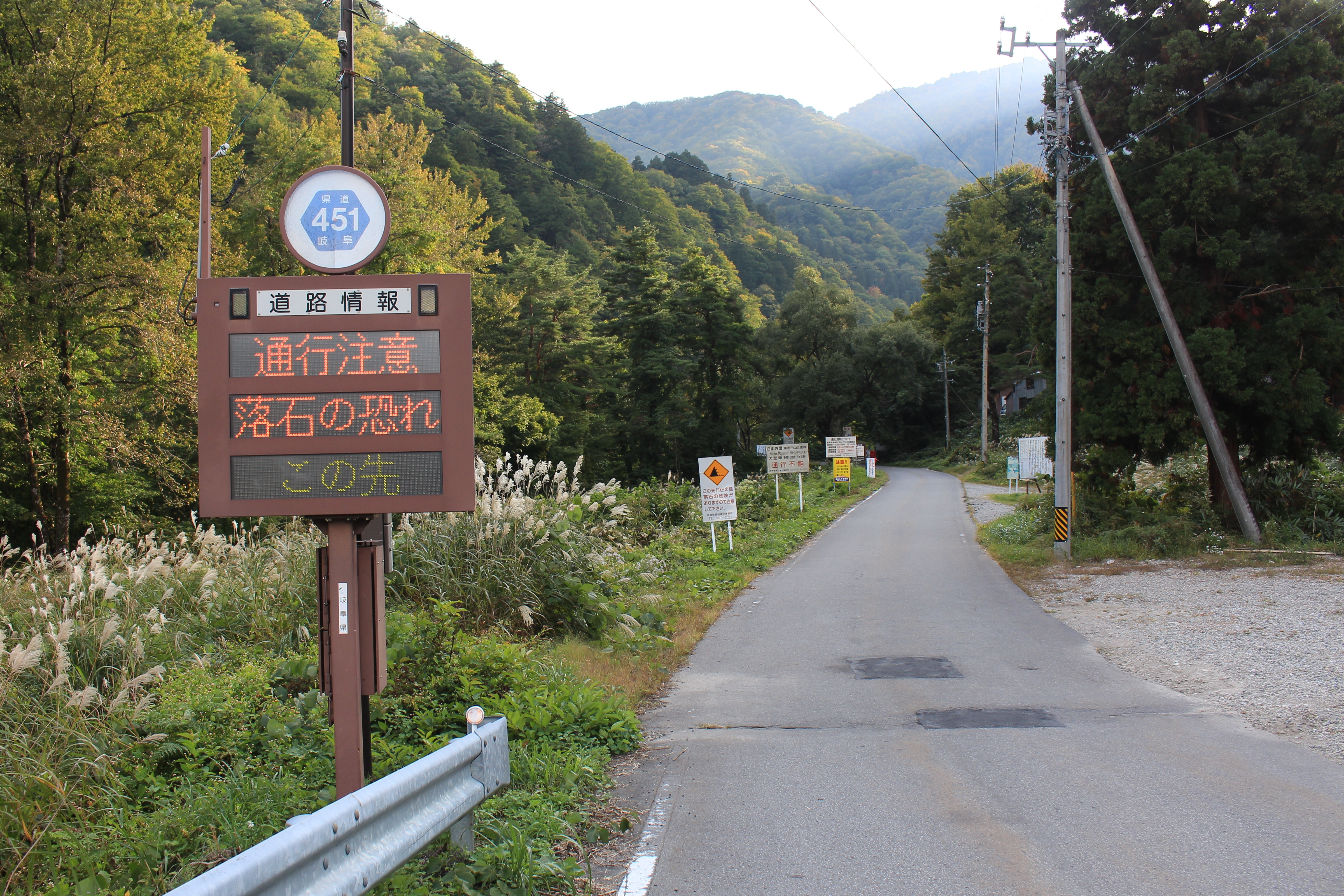
道路情報表示装置B型を模したLED情報板

#### 警察
一般道路で警察が設置する道路情報板の仕様は警交仕規によって定められている。以下に警交仕規による道路情報板の種類を列挙する。
- 警交仕規第19号　交通管制用可変標識（1976年）
- 警交仕規第42号　集中制御用フリーパタン式情報板（1982年）
  - 全面電球式で、文字が自由に表現できる[18]。15×240ドットで15文字分の表示のA形情報板と54×80ドットで横5文字・縦3段の表示のB形情報板に分かれる[18]。制御器には最大10パターンの文字情報をあらかじめ登録することができ、交通管制センターからの遠隔操作もしくは情報板の制御器からパターン内容に切り替えられる[18]。
- 警交仕規第52号　集中制御用セミフリーパタン式交通情報提供装置（1986年）
  - 全面LED式[19]。16×16ドットで4文字2段・4文字3段・4文字4段のパターンがある[19]。300図柄・100パターンの容量があり、交通管制センターや制御器から任意のパターン内容や図柄を表示させることができる[19]。
- 警交仕規第65号　マルチパタン式交通情報提供装置（1991年）
- 警交仕規第234号　マルチパタン式交通情報板（1998年）
  - 全面LED式[20]。1文字が16×16ドットが通常であるが、高精細形として1文字36×36ドットもある[20]。15文字1段・4文字3段・5文字3段・5文字4段のパターンがある[20]。図柄の組み合わせで多彩な表示が可能で、画面を切り替える表示も可能[20]。300図柄・100パターンの容量があり、図柄やパターンの組み合わせは交通管制センターから転送することで簡単に内容の変更ができる[20]。また、固定図柄に旅行時間の可変情報を合成した多目的専用パターン制御も可能[19]。
- 警交仕規第66号　専用パタン式交通情報提供装置（1991年）
- 警交仕規第235号　専用パタン式交通情報板（1998年）
  - 地図などが表示された表示面の一部にLEDを取り込んだ情報版[19]。16×16ドットの文字を2文字から5文字まで表示し、旅行時間の表示を行うケースが多い[19]。
- 警交仕規第220号　小型文字情報板（1996年）
  - 全面LED式[21]。16×80ドットで、小型化した文字表示専用の情報板である[21]。一度に表示できる文字は5文字（80ドット）が最大であるが、スクロールさせることで最大60文字までの情報提供が可能[21]。また、信号機の制御と連動し、赤信号時のみスクロール表示させることができる[21]。最大100パターンの記憶が可能[21]。
- 警交仕規第221号　小型旅行時間情報板（1996年）
  - LED式で、情報版の可変表示部に旅行時間を表示する情報板[21]。
- 警交仕規第1021号　交通情報板（2009年）

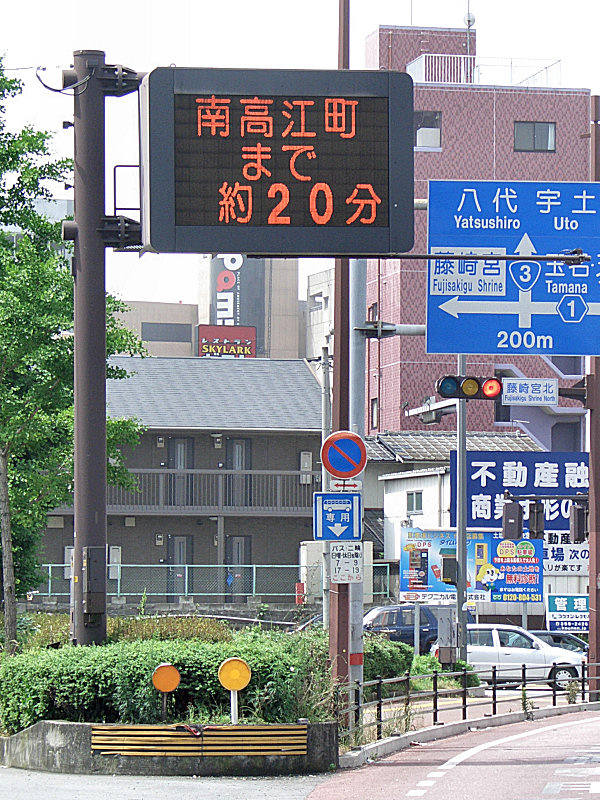
マルチパタン式情報板

### 構造
道路情報板は主に表示部・制御部・電源部によって成り立つ。
表示部はLEDチップを1つの透明樹脂レンズに封入したLED素子と、LED素子の駆動回路からなる表示ユニットを多数組み合わせて1つの画面を形成している。制御部から送信された表示データ信号を駆動回路で受信し、個々のLED素子を点灯・消灯させて文字やシンボルを表示している。
制御部は交通管制から送られた情報を送受信する「伝送ユニット」と表示部や電源部などの制御を行う「制御処理ユニット」によって構成される。制御処理ユニットでは受信した情報によって表示部での文字位置や文字間隔の決定、文字フォントデータの読み込みなどの処理を行い表示部の点灯・消灯の制御を行う。
電源部は表示部や制御部への給電を行い、同時に電源装置の故障や入出力電圧の異常値の検出などの状態監視を行う。

### 整備の沿革
現場において手動で表示内容を変えるタイプの道路情報板は昭和30年台後半には既に登場していた。しかし、情報提供が必要になる都度作業を行わなければならない欠点があった。
名神高速道路の開通当初は、表示内容を記入したプレートを枠に差し込むタイプの道路情報板が料金所に設置されていた。1964年（昭和39年）に横浜新道では料金所に字幕式の道路情報板を設置した。同年、深草地区（京都東IC - 京都南IC）で発生した濃霧による追突事故により、1965年（昭和40年）に名神高速道路上の3か所で濃霧検出装置と濃霧検出による電光式の道路情報板を設置した。これが高速道路上で電光式の道路情報板を設置した初の事例である。1970年（昭和45年）には京都以西で交通量の著しい増加と恒常的な自然渋滞が発生するようになり、高速道路の交通安全と効率的な運用から対策が必要となった。そこで、日本万国博覧会で導入した道路情報板を日本道路公団の設計要領に仕様化し、インターチェンジ出口（A型）・一般道路流入部（B型）・料金所入口（C型）・トンネル坑口手前（D型）の4種類の道路情報板を設置するようになった。A型やB形の情報板は様々な形式を導入して比較検証を行った結果、電光式が積極的に導入されるようになった。同時期に東名高速道路に車両感知器が速度超過を検知して「スピード違反」の表示で警告する装置も導入された。1982年（昭和57年）には東関東自動車道の宮野木ジャンクションの手前に都心までのルートを選択するための広域情報板を設置した。1984年（昭和59年）には道路情報板の仕様書を見直し、省エネランプや半導体を導入するなど新たな技術が取り入れられた。1988年（昭和63年）にはLED式の道路情報板が導入された。LEDとしたことでシンボルマークを表示するようになった。
1966年（昭和41年）12月に日本で初めて遠隔操作による電光式道路情報板が岐阜県大垣市の国道21号（現在の岐阜県道31号岐阜垂井線）に設置された。この頃から遠隔操作による道路情報板の設置が始まったとされる。この当時の自動式の道路情報板は透光式、字幕式、電光式に分かれていた。
昭和60年頃より省エネ・長寿命の利点を持ったLEDが道路情報板に採用された。これに伴い、多様な表現が可能となり、道路利用者に提供できる情報の質と量が向上したと言える。

## 欧米の道路情報板

### フランス
フランスでは文字情報板と所要時間表示板が用いられているが、図形情報板は存在しない。

### ドイツ
ドイツでは文字情報板のみ用いられており、図形情報板や所要時間表示板は存在しない。

### イギリス
イギリスでは文字情報板と所要時間表示板が用いられているが、図形情報板は存在しない。

### アメリカ
アメリカでは文字情報板と所要時間表示板が用いられているが、図形情報板は存在しない。

## 製造メーカー
- 岩崎電気
- コイト電工
- 星和電機
- 名古屋電機工業